# Teatre del Bon Retir
El Teatre del Bon Retir --o del Buen Retiro-- de Barcelona va funcionar entre 1876 i 1886 a la Rambla de Catalunya cantonada amb la Plaça de Catalunya, i de 1889 a 1907, en un nou emplaçament (Gran Via amb Rambla de Catalunya) i amb el nom Teatre del Nou Retir. Es dedicà al teatre, la sarsuela i l'òpera.

## Teatre del "Buen Retiro"
El primer edifici va ser bastit bastit als jardins de la Casa Gibert , a la cantonada de la Plaça de Catalunya amb la Rambla de Catalunya, (on avui hi ha la Casa Pich i Pon) limitant-ne els jardins amb el Passeig de Gràcia. Inaugurat el 3 de juny de 1876, era un teatre d'estiu, com els altres de la zona (com ara el Teatre del Tívoli o el Teatre dels Camps Elisis. Estava dirigit per l'actor Lleó Fontova.
L'any 1881 s'hi van fer unes reformes i el 7 de gener de 1884 va fer una última funció, anunciant-se'n a la premsa el futur enderrocament. No obstant això, tornà a obrir el maig del mateix 1884 i continuà funcionant fins a la tardor de 1885. L'enderrocament tingué lloc, finalment, el 1886.
Fou inaugurat per la companyia dirigida per Lleó Fontova i Rafael Ribas. En el decurs dels anys, s'hi estrenaren comèdies i sarsueles, tant en català com en castellà: El testament de l'oncle, Caramboles! de Joan Molas i Casas, Arribar i moldre i La Pepeta de Rubí de Salvador Cort o Qui abraça molt...' de Manuel Figuerola i Aldrofeu.
També el freqüentaren companyies d'òpera de caràcter popular que oferien representacions d'obres d'èxit i ja conegudes, com La favorita, Faust o Les huguenots. Alguns cantants després coneguts van començar-hi la seva carrera, com Aragó i Ramon Blanchart.

## Teatre del Nuevo Retiro
41° 23′ 21.28″ N, 2° 9′ 55.87″ E / 41.3892444°N,2.1655194°E

El 5 d'agost de 1889 es va inaugurar el Nuevo Retiro, prop de l'actual Cinema Comèdia, amb entrades per la Rambla de Catalunya i el carrer de la Diputació. Havia d'haver-se inaugurat el 24 de juny, però no va obtenir el permís necessari, per incomplir algunes qüestions de seguretat. El 1901 o 1902, va quedar només l'entrada de Diputació, i així continuà fins al seu tancament el 1907. Entre 1890 i 1892 va anomenar-se Teatre Gayarre, com a homenatge al tenor Julián Gayarre, mort feia poc, però el canvi de nom no va tenir èxit i tornà a l'anterior (no s'ha de confondre amb el Teatre Gayarre que va funcionar al Paral·lel entre 1912 i 1914, després anomenat Saló Pompeia).
El nou edifici tenia capacitat per a 3.000 espectadors, estructura de ferro i era obra de Claudi Duran i Ventosa.
El 1898 s'hi feren sessions de presentació del Wargraph i el Newgraph, dos sistemes antics de cinematografia.